# 林秀俊墓
林秀俊墓為十八世紀台北盆地（範圍包含今板橋、新莊、土城、永和、內湖）開台祖林秀俊的墳墓，位於台北市內湖區林秀俊文教基金會大樓旁的草地上，占地面積871.5坪，由林秀俊文教基金會管理。。
林秀俊墓是清代的閩南墓葬，也是少數保存在都市的墓葬建築。
於1991年內湖土地重劃時預定拆除，同年11月23日登陸為臺北市直轄市定古蹟而得以保留，並於2002年4月26日修復遺跡。

## 墓主
林秀俊（1699年－1771年）墾號：林成祖，福建漳州人，自幼聰穎、善交際，渡海來台後與原住民和朝廷的信任，任職通事五十年久，財富與權力皆為當時無出其右，推行「贌墾」進行開墾，並主導大安圳、永豐圳等水利工程。

## 墓葬
林秀俊卒於1771年5月14日，葬於內湖新里族粉寮。林秀俊生前認為此地風水極佳，原有意在此地蓋房子定居，因此子孫便將林秀俊葬於此地。墓園於林秀俊死後三年（1774年）完工，墓園坐東朝西偏南28.5度。

### 結構
林秀俊墓為傳統閩南式墓地，為台北盆地少數保存完整的清代大墓。
以墓碑中心為分金線，左右對呈，由內而外分別是墓領巾、墓規、墓冠、墓冠柱、墓肩、供桌、螺鼓柱、內墓埕（印斗柱）、中墓埕（木筆柱、南瓜柱）、外墓埕（石獅柱、避邪金鎗、避邪金剛鎚）。墓埕共分三層，外墓埕呈半圓形，各墓埕皆為「肚大口小」整體呈現「葫蘆型」
墓埕外為接有曲手（墓手）環繞，曲手上方鑲有南洋進口的花紋磁磚，而在其第一曲手上安置有砂岩材質的石獅；第二曲手石柱安置著石筆，兩柱上皆有墓聯。
墓冠浮刻雙龍戲珠紋飾，是日治時期昭和三年（1928年），管理人林慶仲與董事相議重修時所添加的作品。
| 構建                       | 材質                   | 說明                                             | 圖片 |
| -------------------------- | ---------------------- | ------------------------------------------------ | ---- |
| 墓碑                       | 觀音山石               | 碑文為陰刻，參考右圖                             |      |
| 墓冠柱                     | 觀音山石               | 陽刻浮雕，雕有「牡丹、桂花、荷花、花瓶與如意」紋 |      |
| 墓冠                       | 觀音山石               | 浮雕「螭形雙龍戲珠」瑞獸一對與「海波浪」         |      |
| 墓肩牆                     | 多種材質               | 內側砌紅磚牆構成，並貼上立體水果花磚             |      |
| 墓領巾、枕頭、螺鼓、南瓜柱 | 洗石子                 | 洗石子                                           |      |
| 印斗柱                     | 黑色觀音山安山岩       | 陽刻花鳥一對與陰刻墓聯（見下題詩一節）           |      |
| 木筆柱                     | 灰黑色觀音山安山岩     | 陽刻花鳥一對與陰刻墓聯（見下題詩一節）           |      |
| 石獅柱                     | 觀音山安山岩           | 陽刻花鳥與陰刻墓聯（見下題詩一節）               |      |
| 避邪金鎗                   | 洗石子磚柱             | 外型為立體四方錐形                               |      |
| 避邪金剛鎚                 | 洗石子磚柱加貼紫蘇花磚 | 外型為十四面立方體，相傳為李元霸的武器。         |      |

### 墓聯與題聯
林秀俊墓共有三篇對聯，皆為陰刻楷書：
| 墓聯                  | 位置         | 備註                   |
| --------------------- | ------------ | ---------------------- |
| 窀穸安先求 欲計兒孫福 | 內墓埕印斗柱 | 描述先祖安穩、庇佑兒孫 |
| 文光射牛 浩氣凌霄漢   | 一曲手木筆柱 | 勉勵後人浩然正氣       |
| 堂內山局水 案外萬廷山 | 二曲手石獅柱 | 描述此墓風水與形勢     |

### 風水
墓園格局由傳統風水構建，正後方為公館山、白鷺山，左後方有基隆河由內湖環繞至南港，這符合風水中的「背山面水」，而二曲手的題詩印證此區寫照。
林秀俊第十九後裔暨墓園管理員林俊宏表示此墓屬於「螃蟹穴」，因為內墓埕呈八角螃蟹型、外墓埕終年潮濕，時有氣泡如同螃蟹。

### 福神

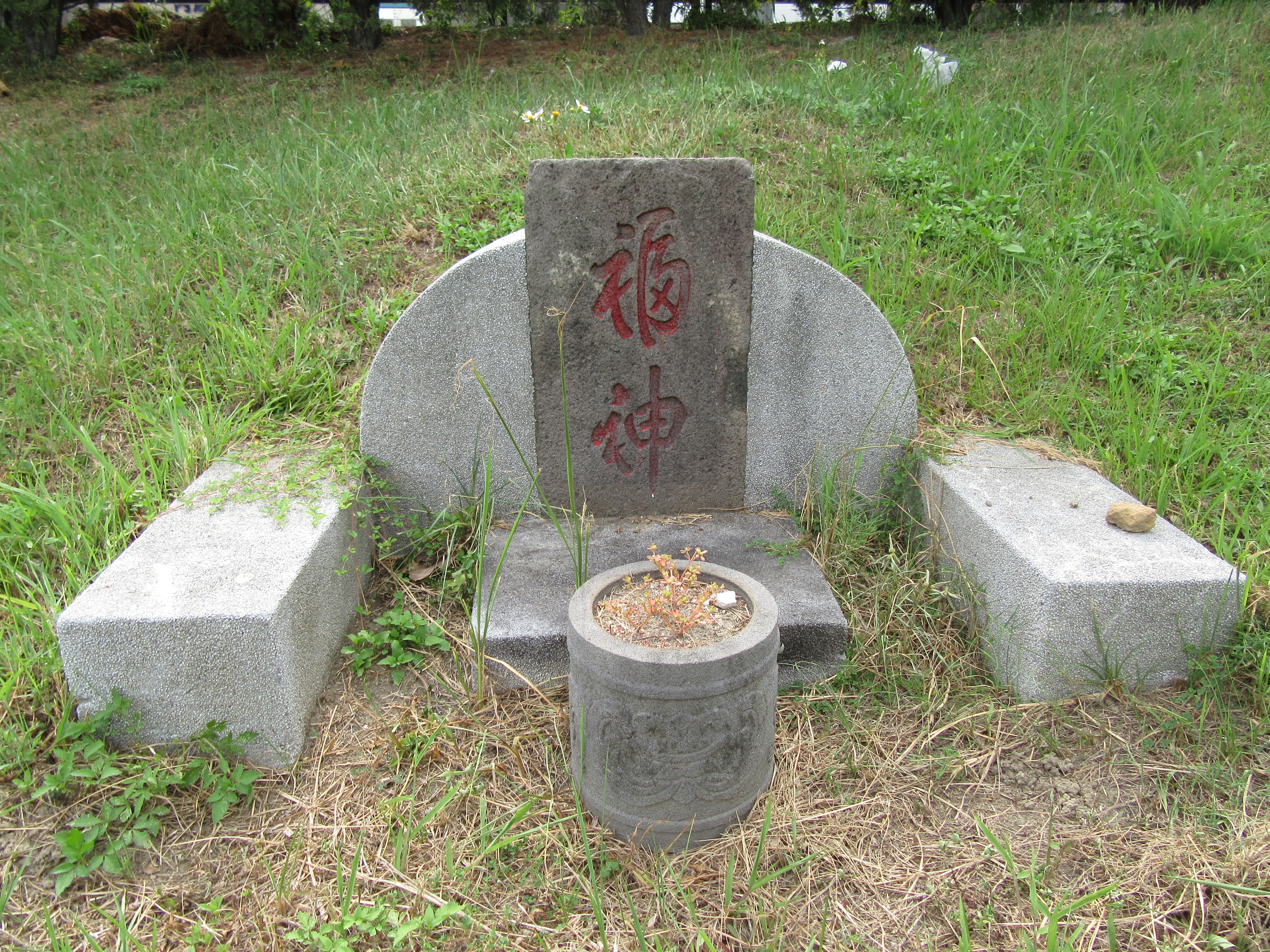
林秀俊墓福神

位於墓園右前方45度角有一座福神（后土石碑），石碑兩側墓肩、墓手均為紅磚砌成，不同於主墓的是雕刻書法使用行書，與主墓的楷書雕刻不同。

## 保護
林秀俊家族原本擁有附近3千多坪的土地，現今只留下林秀俊墓園，因1985年台北內湖六期市地重劃區規劃，林秀俊墓有被破壞的風險，林秀俊家族後人遂將林秀俊墓提報文化資產，1991年內政部公告林秀俊墓為第三級古蹟，方得受到文化資產保存法保護，避免都市計畫破壞古蹟。林秀俊墓因年久失修，在2000年因遭遇颱風導致墓葬有毀損、土壤流失等情況，因此台北市文化局主導「林秀俊墓古蹟調查研究及修復計劃」進行保護加強結構。林秀俊墓是少數保存在都市的墓葬建築。

## 資料來源
1. 1 2 3 4 5 6 7 8 9 10  . 文化部文化資產局. （原始内容存档于2018-09-09）.
2. 1 2 3 4 5  陳仕賢. . 臺北縣新店市: 遠足文化. 2007-10: 49、50頁. ISBN 978-986-6731-01-3.
3. 1 2 3 4 5 6 7 8 9 10 11 12  翁清源. . 祭祀公業林成祖,林秀俊,林三合,林海籌,林春記等五公業管理委員. 2001-05  [2018-07-25]. （原始内容存档于2018-09-09） （中文）.
4. ↑  . 文化部iCulture.   [2018-09-09]. （原始内容存档于2018-09-09） （中文（臺灣））.
5. 1 2 3 4 5  林洧楨. . 財訊雙週刊. 2014-12-03  [2018-07-25]. （原始内容存档于2018-09-09） （英语）.
6. ↑  . 大安陂圳…圳長三里餘，一帶旱溪植樹。顧圳業戶林成祖等鳩佃所置。
7. ↑  . 永豐陂圳…圳長五里餘。業戶林成祖等鳩佃所置。
8. ↑  蔡金鼎.  (PDF). 臺中好生活. 2017, (26): 40  [2018-09-11]. ISSN 2410-5368. （原始内容存档 (PDF)于2018-09-11）.
9. ↑  . 臺北市內湖區公所. 2018-04-12  [2018-07-25]. （原始内容存档于2018-09-09） （中文（臺灣））.
10. ↑  鄧慧純. . 台灣光華雜誌 Taiwan Panorama. 2017-12  [2018-07-25]. （原始内容存档于2018-09-09） （中文（臺灣））. 位居內湖工業區內、創建於清乾隆年間的林秀俊墓地，曾於1928年遷墓，也用上了當時最流行的花磚裝飾在墓園左右的屈手上
11. 1 2 3  林柏伸. . 2009 （中文）.
12. ↑  . 臺灣殯葬資訊網.   [2018-07-25]. （原始内容存档于2018-09-09） （中文）.
13. 1 2  . 臺北市內湖區公所. 2018-04-12  [2018-07-25]. （原始内容存档于2018-09-09） （中文（臺灣））.
14. 1 2  吳御曄; 余苓瑀. . ETtoday新聞雲. 2016-02-11  [2018-07-25]. （原始内容存档于2018-09-09） （中文（臺灣））.
15. ↑  . 中央研究院近代史研究所. 2015. ISBN 9789860458800 （中文（臺灣））.